# گیلبرت برنز
گیلبرت برنز (انگلیسی: Gilbert Burns؛ زادهٔ ۲۰ ژوئیهٔ ۱۹۸۶) ورزشکار هنرهای رزمی ترکیبی اهل برزیل است. وی از سال ۲۰۱۲ میلادی تاکنون مشغول فعالیت بوده است.
برنز یک رزمی‌کار حرفه‌ای ترکیبی و گراپلر سابمیشن برزیلی-آمریکایی است. او در حال حاضر در بخش ولترویت مسابقات قهرمانی مبارزه نهایی (سازمان یواف‌سی) رقابت می‌کند. تا تاریخ ۲۹ ژوئیه ۲۰۲۵، او در رتبه دهم رده‌بندی‌های ولترویت یواف‌سی قرار دارد.
برنز قهرمان جوجیتسوی جهانی IBJJF، قهرمان برزیلی CBJJ، قهرمان حرفه‌ای جهانی UAEJJF، دارنده مدال اوپن اروپا و دارنده مدال قهرمانی جهان مبارزه سابمیشن ADCC است.
او برادر بزرگتر هربرت برنز، مبارز سابق یواف‌سی است.